# Hylarana crassiovis
Hylarana crassiovis är en groddjursart som först beskrevs av George Albert Boulenger 1920.  Hylarana crassiovis ingår i släktet Hylarana och familjen egentliga grodor. IUCN kategoriserar arten globalt som otillräckligt studerad. Inga underarter finns listade i Catalogue of Life.